# Regent
Regent (lat. regens = "onaj koji vlada"), hrv. namjesnik, je osoba izabrana za šefa države umjesto monarha, zbog njegove maloljetnosti, odsutnosti ili onesposobljenosti. Osoba koja vrši dužnosti regenta je zapravo de facto vladar suvereniteta, ali ne i monarh. Razlog za potrebu regenstva može biti i interregnum koji nastane po izumiranju predviđene nasljedne linije te regent kojeg odredi parlament u tom slučaju vrši dužnosti šefa države dok se ne izabere novi monarh iz jedne od sporednih nasljednih linija. Za regenta se najčešće biraju članovi uže vladareve obitelji ili plemići višeg ranga.